# Chi Cơm lam
Chi Cơm lam, tên khoa học Cephalostachyum, là một chi thực vật có hoa trong họ Hòa thảo (Poaceae).

## Loài
Hiện tại ghi nhận được một số loài trong chi như:
1. Cephalostachyum burmanicum - Myanmar
2. Cephalostachyum capitatum - Myanmar, Assam, Bhutan
3. Cephalostachyum chapelieri - Madagascar
4. Cephalostachyum flavescens - Myanmar, quần đảo Andaman
5. Cephalostachyum langbianense - Việt Nam
6. Cephalostachyum latifolium - Vân Nam, Myanmar, Assam, Bhutan, Nepal, Sikkim
7. Cephalostachyum mannii - Vân Nam, Assam, Arunachal Pradesh, Bhutan
8. Cephalostachyum mindorense - Philippines
9. Cephalostachyum pallidum - Vân Nam, Myanmar, Assam, Tây Tạng
10. Cephalostachyum pergracile - Vân Nam, Myanmar, Assam, Lào, Bhutan
11. Cephalostachyum perrieri - Madagascar
12. Cephalostachyum scandens - Vân Nam, Myanmar
13. Cephalostachyum viguieri - Madagascar
14. Cephalostachyum virgatum - Vân Nam, Myanmar, Lào, Việt Nam

Các loài đã chuyển sang chi khác
- Cephalostachyum chevalieri - Kinabaluchloa wrayi
- Cephalostachyum chinense - Schizostachyum chinense
- Cephalostachyum griffithii - Schizostachyum griffithii
- Cephalostachyum madagascariense - Cathariostachys madagascariensis
- Cephalostachyum malayense - Dendrocalamus pendulus
- Cephalostachyum peclardii - Cathariostachys capitata
- Cephalostachyum pingbianense - Schizostachyum pingbianense
- Cephalostachyum sanguineum - Schizostachyum sanguineum
- Cephalostachyum schizostachyoides - Bambusa schizostachyoides